# Rewa FC
Rewa FC is een Fijische voetbalclub uit Nausori.
De club werd opgericht op 1928. De club speelt anno 2023 bij National Football League.
Rewa FC kwalificeerde zich voor de eerste keer voor de OFC Champions League 2017.
In seizoen 2022 National Football League  werd Rewa FC kampioen. 

## Erelijst
| Nationaal                |    |            |
| National Football League | 2x | 2022, 2024 |

## Bekende (oud-)spelers
- Emosi Baleinuku
- Lorima Dau
- Peniame Drova
- Lagi Dyer
- Paulo Posiano
- Ratu Roluvenisoba
- Waisake Sabutu
- Veresa Toma

## Bekende (oud-)trainers
- Lorima Dau